# Krascheninnikovia ewersmanniana
Krascheninnikovia ewersmanniana là loài thực vật có hoa thuộc họ Dền. Loài này được (Stschegl. ex Losinsk.) Grubov mô tả khoa học đầu tiên năm 1966.